# برلینگتن (اوهایو)
برلینگتن (به انگلیسی: Burlington) یک منطقهٔ مسکونی در ایالات متحده آمریکا است که در شهرستان لارنس، اوهایو واقع شده‌است. برلینگتن ۳٫۷ کیلومتر مربع مساحت و ۲٬۷۹۴ نفر جمعیت دارد و ۱۶۹ متر بالاتر از سطح دریا واقع شده‌است.